# Paratrichius hatay
Paratrichius hatay är en skalbaggsart som beskrevs av Miyake 1989. Paratrichius hatay ingår i släktet Paratrichius och familjen Cetoniidae. Inga underarter finns listade i Catalogue of Life.